# Estación de Kölliken Oberdorf
La estación de Kölliken Oberdorf es una estación ferroviaria de la comuna suiza de Kölliken, en el Cantón de Argovia.

## Historia y situación
La estación de Kölliken Oberdorf fue inaugurada en el año 1877 se inauguró la línea Zofingen - Lenzburg - Wettingen por parte del Schweizerischen Nationalbahn (SNB). En 1902 la compañía pasaría a ser absorbida por SBB-CFF-FFS.
Se encuentra ubicada en el borde sur del núcleo urbano de Kölliken. Cuenta con un andén lateral al que accede una vía pasante. En la comuna existe otra estación ferroviaria, Kölliken, situada en la zona este del núcleo urbano de la localidad, siendo una estación más céntrica que Kölliken Oberdorf.
En términos ferroviarios, la estación se sitúa en la línea Zofingen - Wettingen. Sus dependencias ferroviarias colaterales son la estación de Safenwil hacia Zofingen y la estación de Kölliken en dirección Wettingen.

## Servicios ferroviarios
Los servicios ferroviarios de esta estación están prestados por SBB-CFF-FFS.

### S-Bahn Argovia
En la estación inician o finalizan su trayecto trenes de una línea de la red S-Bahn Argovia:
- S 28 Zofingen - Suhr – Lenzburg

1. Trenes cada 30 minutos de lunes a viernes. Sábados, domingos y festivos trenes cada 60 minutos en ambos sentidos